# 251. Infanterie-Division (Wehrmacht)
La 251. Infanterie-Division fu una divisione dell'esercito tedesco attiva durante la seconda guerra mondiale, che venne creata nel 1939 e fu impiegata nella campagna di Francia e sul fronte orientale, dove fu sciolta nel 1943 e poi ricostituita nel 1944 e nuovamente sciolta nel marzo 1945.

## Storia
La divisione fu costituita a Hersfeld il 26 agosto 1939 e dopo la sua formazione, fu trasferita nell'Eifel, a nord di Monschau, come riserva militare della 5. Armee. All'inizio della campagna di Francia, marciò dall'area a sud di Aquisgrana fino a Liegi, per poi farsi strada attraverso Lille e Bethune. La divisione tornò poi a Lille, dove fu utilizzata come forza di occupazione e dal luglio 1940 all'aprile 1941 in Bretagna. Venne trasferita nella Prussia orientale nel maggio 1941, per poi partecipare all'operazione Barbarossa, dal 22 giugno 1941, avanzando su Kaunas, sul Daugava, Polotsk e Nevel ad agosto. Quando iniziò l'avanzata su Mosca raggiunse l'area intorno a Dubno e quando fu colpita dall'offensiva invernale sovietica dovette ritirarsi, nell'area di Rzev, dove combatté nel febbraio 1942 e rimase in questa sezione del fronte fino al marzo 1943. Quando il fronte di Rzev fu sgomberato nel marzo 1943, la divisione si trovava a sud-ovest della città e durante la ritirata, passò nell'area di Sevsk, a ovest di Kursk. Combatté nella zona tra Orël e Kursk fino al settembre 1943 e poi dovette ritirarsi sul Dnepr, nella zona di Gomel, dove subì pesanti perdite e disponeva solo della forza di un gruppo di combattimento, per questo venne sciolta il 2 novembre 1943 ed il personale fu impiegato per la costituzione del quartier generale del Korps-Abteilung "E". Venne riorganizzata il 27 settembre 1944, ribattezzando il Korps-Abteilung "E" e fu spostata sulla testa di ponte di Warka, sulla Vistola. La divisione fu ritirata nel gennaio 1945 in Prussia orientale, dove venne sciolta a marzo; il personale rimasto formò lo staff della Infanterie-Division Friedrich Ludwig Jahn a Świnoujście.

## Ordine di battaglia

### 251. Infanterie-Division 1939
- Infanterie-Regiment 451
- Infanterie-Regiment 459
- Infanterie-Regiment 471
- Artillerie-Regiment 251
- Pionier-Bataillon 251
- Panzerabwehr-Abteilung 251
- Aufklärungs-Abteilung 251
- Infanterie-Divisions-Nachrichten-Abteilung 251
- Infanterie-Divisions-Nachschubführer 251[1]

### 251. Infanterie-Division ottobre 1944
- Grenadier-Regiment 184
- Grenadier-Regiment 448
- Grenadier-Regiment 451
- Divisions-Füsilier-Bataillon 251
- Artillerie-Regiment 251
- Pionier-Bataillon 251
- Panzerjäger-Abteilung 251
- Infanterie-Divisions-Nachrichten-Abteilung 251
- Infanterie-Divisions-Nachschubführer 251[1]

## Decorazioni
Alcuni soldati della 251. Infanterie-division furono premiati per le loro azioni in guerra:
- Croce Tedesca
  - in oro: 20
- Croce di Cavaliere della croce di ferro: 7
  - Croce di Cavaliere con foglie di quercia: 2
- Distintivo per combattimenti ravvicinati:
  - in bronzo: 1
  - in argento: 1

## Comandanti
- Generalleutnant Hans Kratzert (26 agosto 1939 - 6 agosto 1941)
- Generalleutnant Karl Burdach (6 agosto 1941 - 10 marzo 1943)
- General der Artillerie Maximilian Felzmann (10 marzo 1943 - 10 ottobre 1944)
- Generalleutnant Werner Heucke (10 ottobre 1944 - marzo 1945)[1]